# Lijst van Dancesmashes in 2018
Deze hits werden in 2018 Dancesmash op Radio 538.
| Nr.  | Bekendgemaakt op | Artiest                                                     | Titel                          | Hoogste positie in Top 40 | Aantal Weken | Aantal Punten |
| ---- | ---------------- | ----------------------------------------------------------- | ------------------------------ | ------------------------- | ------------ | ------------- |
| 1234 | 5 januari        | Janieck                                                     | Does It Matter                 | 33                        | 5            | 21            |
| 1235 | 12 januari       | Showtek & Moby                                              | Natural Blues                  | tip2                      | 0            | 0             |
| 1236 | 19 januari       | Arlissa & Jonas Blue                                        | Hearts Ain't Gonna Lie         | tip9                      | 0            | 0             |
| 1237 | 26 januari       | Tiësto, Gucci Mane & Sevenn                                 | Boom                           | tip2                      | 0            | 0             |
| 1238 | 2 februari       | Armin van Buuren ft. Conrad Sewell                          | Sex, Love & Water              | 28                        | 8            | 61            |
| 1239 | 9 februari       | Moguai & Zonderling                                         | Lee                            | tip7                      | 0            | 0             |
| 1240 | 16 februari      | Afrojack ft. Stanaj                                         | Bed of Roses                   | tip2                      | 0            | 0             |
| 1241 | 23 februari      | David Guetta, Martin Garrix & Brooks                        | Like I Do                      | 13                        | 13           | 193           |
| 1242 | 2 maart          | Lucas & Steve x Janieck                                     | You Don't Have to Like It      | tip2                      | 0            | 0             |
| 1243 | 9 maart          | Sean Paul + David Guetta ft. Becky G                        | Mad Love                       | 10                        | 18           | 381           |
| 1244 | 16 maart         | Kygo ft. Miguel                                             | Remind Me to Forget            | 6                         | 18           | 374           |
| 1245 | 23 maart         | David Guetta & Sia                                          | Flames                         | 2                         | 27           | 801           |
| 1246 | 30 maart         | Sigala & Paloma Faith                                       | Lullaby                        | 33                        | 7            | 32            |
| 1247 | 6 april          | Brennan Heart ft. Trevor Guthrie                            | Won't Hold Me Down (Gravity)   | tip8                      | 0            | 0             |
| 1248 | 13 april         | Calvin Harris & Dua Lipa                                    | One Kiss                       | 1(16wk)                   | 28           | 897           |
| 1249 | 20 april         | Armin van Buuren ft. James Newman                           | Therapy                        | 4                         | 25           | 597           |
| 1250 | 27 april         | Sunnery James & Ryan Marciano, Bruno Martini ft. Mayra      | Savages                        | tip1                      | 0            | 0             |
| 1251 | 4 mei            | Dimitri Vegas & Like Mike ft. Gucci Mane                    | All I Need                     | tip12                     | 0            | 0             |
| 1252 | 11 mei           | Afrojack x Jewelz & Sparks                                  | One More Day                   | tip5                      | 0            | 0             |
| 1253 | 18 mei           | Tiësto & Dzeko ft. Preme & Post Malone                      | Jackie Chan                    | 2                         | 20           | 545           |
| 1254 | 25 mei           | Lucas & Steve ft. Brandy                                    | I Could Be Wrong               | 30                        | 9            | 53            |
| 1255 | 1 juni           | Nicky Jam ft. Will Smith & Era Istrefi                      | Live It Up                     | 25                        | 5            | 66            |
| 1256 | 8 juni           | CamelPhat & Au/Ra                                           | Panic Room                     | tip4                      | 0            | 0             |
| 1257 | 15 juni          | David Guetta & Showtek                                      | Your Love                      | tip13                     | 0            | 0             |
| 1258 | 22 juni          | Kygo & Imagine Dragons                                      | Born to Be Yours               | 16                        | 11           | 168           |
| 1259 | 29 juni          | Axwell Λ Ingrosso ft. Rømans                                | Dancing Alone                  | tip9                      | 0            | 0             |
| 1260 | 6 juli           | Loud Luxury ft. Brando                                      | Body                           | 14                        | 14           | 226           |
| 1261 | 13 juli          | Kris Kross Amsterdam x The Boy Next Door ft. Conor Maynard  | Whenever                       | 3                         | 20           | 530           |
| 1262 | 20 juli          | Kav Verhouzer ft. Sjaak                                     | Stap voor stap                 | 11                        | 14           | 249           |
| 1263 | 27 juli          | Chico Rose ft. Afrojack & Lyrica Anderson                   | Where Did the Love Go          | tip10                     | 0            | 0             |
| 1264 | 3 augustus       | Alan Walker ft. Au/Ra & Tomine Harket                       | Darkside                       | 8                         | 23           | 401           |
| 1265 | 10 augustus      | Martin Garrix ft. Bonn                                      | High on Life                   | 12                        | 23           | 457           |
| 1266 | 17 augustus      | Dynoro & Gigi D'Agostino                                    | In My Mind                     | 2                         | 23           | 631           |
| 1267 | 24 augustus      | Armin van Buuren                                            | Blah Blah Blah                 | 31                        | 6            | 34            |
| 1268 | 31 augustus      | R3HAB ft. Sofia Carson                                      | Rumors                         | tip5                      | 0            | 0             |
| 1269 | 7 september      | Fisher                                                      | Losing It                      | 30                        | 3            | 20            |
| 1270 | 14 september     | Silk City & Dua Lipa                                        | Electricity                    | 5                         | 19           | 388           |
| 1271 | 21 september     | Hardwell & Kaaze ft. Loren Allred                           | This Is Love                   | tip10                     | 0            | 0             |
| 1272 | 28 september     | Lucas & Steve                                               | Where Have You Gone (Anywhere) | 19                        | 13           | 178           |
| 1273 | 5 oktober        | Jason Derülo x David Guetta ft. Nicki Minaj & Willy William | Goodbye                        | 10                        | 12           | 198           |
| 1274 | 12 oktober       | San Holo ft. Bipolar Sunshine                               | Brighter Days                  | tip13                     | 0            | 0             |
| 1275 | 19 oktober       | Jonas Blue ft. Liam Payne & Lennon Stella                   | Polaroid                       | 20                        | 10           | 132           |
| 1276 | 26 oktober       | Kygo ft. Sandro Cavazza                                     | Happy Now                      | 19                        | 17           | 240           |
| 1277 | 2 november       | Martin Garrix ft. Mike Yung                                 | Dreamer                        | 28                        | 6            | 49            |
| 1278 | 9 november       | David Guetta ft. Bebe Rexha & J Balvin                      | Say My Name                    | 7                         | 23           | 568           |
| 1279 | 16 november      | The Galaxy ft. JVZEL                                        | Hero                           | tip1                      | 0            | 0             |
| 1280 | 23 november      | Robin Schulz ft. Erika Sirola                               | Speechless                     | 7                         | 22           | 504           |
| 1281 | 30 november      | Dom Dolla                                                   | Take It                        | tip1                      | 0            | 0             |
| 1282 | 7 december       | Hardwell ft. Conor Maynard & Snoop Dogg                     | How You Love Me                | tip2                      | 0            | 0             |
| 1283 | 14 december      | Alan Walker ft. Sophia Somajo                               | Diamond Heart                  | 9                         | 23           | 508           |
| 1284 | 21 december      | Mike Williams x Mesto                                       | Wait Another Day               | tip7                      | 0            | 0             |
| 1285 | 28 december      | Seeb x Bastille                                             | Grip                           | 17                        | 10           | 139           |

1994 ·
1995 ·
1996 ·
1997 ·
1998 ·
1999 ·
2000 ·
2001 ·
2002 ·
2003 ·
2004 ·
2005 ·
2006 ·
2007 ·
2008 ·
2009 ·
2010 ·
2011 ·
2012 ·
2013 ·
2014 ·
2015 ·
2016 ·
2017 ·
2018 ·
2019 ·
2020 ·
2021 ·
2022 ·
2023 ·
2024 ·
2025